# Justine Triet

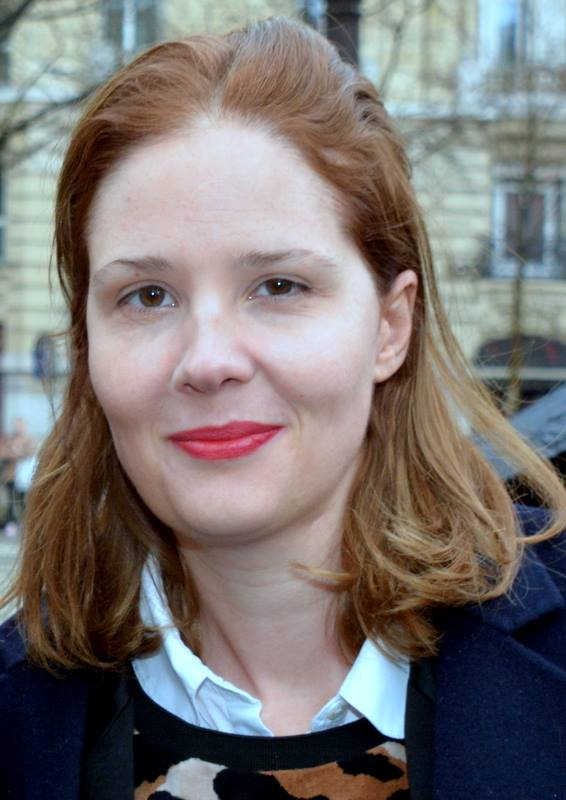
Justine Triet, 2017

Justine Triet (anhörenⓘ; * 17. Juli 1978 in Fécamp) ist eine französische Filmregisseurin. Sie  gewann für ihren Spielfilm Anatomie eines Falls die Goldene Palme bei den Filmfestspielen von Cannes 2023 sowie gemeinsam mit ihrem Lebensgefährten Arthur Harari den Oscar für das Beste Originaldrehbuch.

## Leben und Karriere
Triet begann im Alter von 20 Jahren ein Studium an der École nationale supérieure des beaux-arts de Paris, das sie 2003 beendete. Während ihres Studiums arbeitete sie eng mit der deutschen Fotografin Barbara Leisgen zusammen und sammelte in Zusammenarbeit mit Thomas Levy-Lasne erste Erfahrungen als Drehbuchautorin.
Triet begann ihre Karriere mit Kurzdokumentarfilmen zu politischen Themen. In Sur place, der 2007 erschien, widmete sie sich beispielsweise den Studentenprotesten gegen den Contrat Première Embauche, in Solférino der Präsidentschaftswahl im Jahr 2012. In Des ombres dans la maison folgte sie 2010 Pastorin Valeria bei ihrer Arbeit in São Paulo. Ihren Durchbruch erlebte Triet 2010 mit dem das Zusammentreffen zweier ungleicher Charaktere behandelnden Kurzspielfilm Vilaine fille mauvais garçon, der auf zahlreichen internationalen Festivals, darunter den Internationalen Filmfestspielen Berlin 2012, lief. Auf der Berlinale war er unter anderem für den Goldenen Bär für den Besten Kurzfilm nominiert und gewann den Prix UIP Berlin, wodurch er für den Europäischen Filmpreis in der Kategorie Bester Kurzfilm nominiert war.
Ihr Langfilmdebüt wurde 2013 die Komödie Der Präsident und meine Kinder, deren Handlung sich rund um den 6. Mai 2012 während der Präsidentschaftswahlen dreht. Triet griff damit ein Thema auf, das sie bereits in Solférino behandelt hatte. Sie gehört zu einer Generation junger französischer Filmemacher, die im April 2013 von Kritiker Stéphane Delorme in Cahiers du cinéma hervorgehoben wurde. Der Präsident und meine Kinder erlebte auf den Internationalen Filmfestspielen von Cannes 2013 seine Premiere. Der Film erhielt eine César-Nominierung in der Kategorie Bestes Erstlingswerk. Triets zweiter Langfilm Victoria – Männer & andere Missgeschicke eröffnete 2016 die Semaine de la critique der Internationalen Filmfestspiele von Cannes. Der Film erhielt 2017 fünf César-Nominierungen, wobei Triet in den Kategorien Bestes Originaldrehbuch und Bester Film nominiert war.
Ihr Spielfilm Sibyl – Therapie zwecklos konkurrierte 2019 im Wettbewerb des Internationalen Filmfestivals von Cannes. Drei Jahre später gewann Triet den Hauptpreis Goldene Palme für ihr Krimidrama Anatomie eines Falls (2023) mit der deutschen Schauspielerin Sandra Hüller in der Hauptrolle. Sie war erst die vierte Frau, die als Regisseurin im Hauptwettbewerb siegreich war. Vor ihr gewannen die Dänin Bodil Ipsen (1946 als Koregisseurin für Rote Wiesen), die Neuseeländerin Jane Campion (1993 für Das Piano) und die Französin Julia Ducournau (2021 für Titane). Ein Jahr später folgten fünf Oscar-Nominierungen, darunter als Bester Film sowie für Triet selbst als Regisseurin und Drehbuchautorin. Auch wurde Anatomie eines Falls mit dem César in sechs Kategorien ausgezeichnet, darunter als bester Film, für Regie und Drehbuch. Es war das zweite Mal in der Geschichte des französischen Filmpreises, dass eine Frau in der Kategorie Beste Regie triumphierte. Triet widmete den Preis in ihrer Dankesrede „allen Frauen“, darunter „diejenigen, die man verletzt hat“.

## Filmografie
- 2004: Travers (Kurzfilm)
- 2004: L’amour est un chien de l’enfer (Kurzfilm)
- 2007: Sur place (Kurzfilm)
- 2009: Solférino
- 2010: Des ombres dans la maison
- 2012: Vilaine fille mauvais garçon (Kurzfilm)
- 2013: Der Präsident und meine Kinder (La bataille de Solférino)
- 2016: Victoria – Männer & andere Missgeschicke (Victoria)
- 2019: Sibyl – Therapie zwecklos (Sibyl)
- 2023: Anatomie eines Falls (Anatomie d’une chute)

## Auszeichnungen & Nominierungen (Auswahl)
- 2012: Auszeichnung Prix UIP Berlin, Berlinale 2012, für Vilaine fille mauvais garçon
- 2012: Nominierung Goldener Bär (Bester Kurzfilm) der Berlinale 212 für Vilaine fille mauvais garçon
- 2012: Nominierung Europäischer Filmpreis, Bester Kurzfilm, für Vilaine fille mauvais garçon
- 2013: Nominierung Goldenes Auge für den besten internationalen Spielfilm, Zurich Film Festival, für Der Präsident und meine Kinder
- 2014: César-Nominierung, Bestes Erstlingswerk, für Der Präsident und meine Kinder
- 2017: César-Nominierung, Bestes Originaldrehbuch, für Victoria – Männer & andere Missgeschicke
- 2017: César-Nominierung, Bester Film, für Victoria – Männer & andere Missgeschicke
- 2023: Goldene Palme, Filmfestival von Cannes, für Anatomie eines Falls
- 2023: zwei Gotham Awards, für Anatomie eines Falls (Bester internationaler Film, Bestes Drehbuch)
- 2023: drei Europäische Filmpreise, für Anatomie eines Falls (Bester Film, Beste Regie, Bestes Drehbuch)
- 2024: Golden Globes, für Anatomie eines Falls (Bestes Drehbuch, Bester fremdsprachiger Film)
- 2024: zwei Césars, für Anatomie eines Falls (Beste Regie, Bestes Originaldrehbuch)
- 2024: Oscar für Anatomie eines Falls (Bestes Originaldrehbuch)